# Полярная почта и филателия

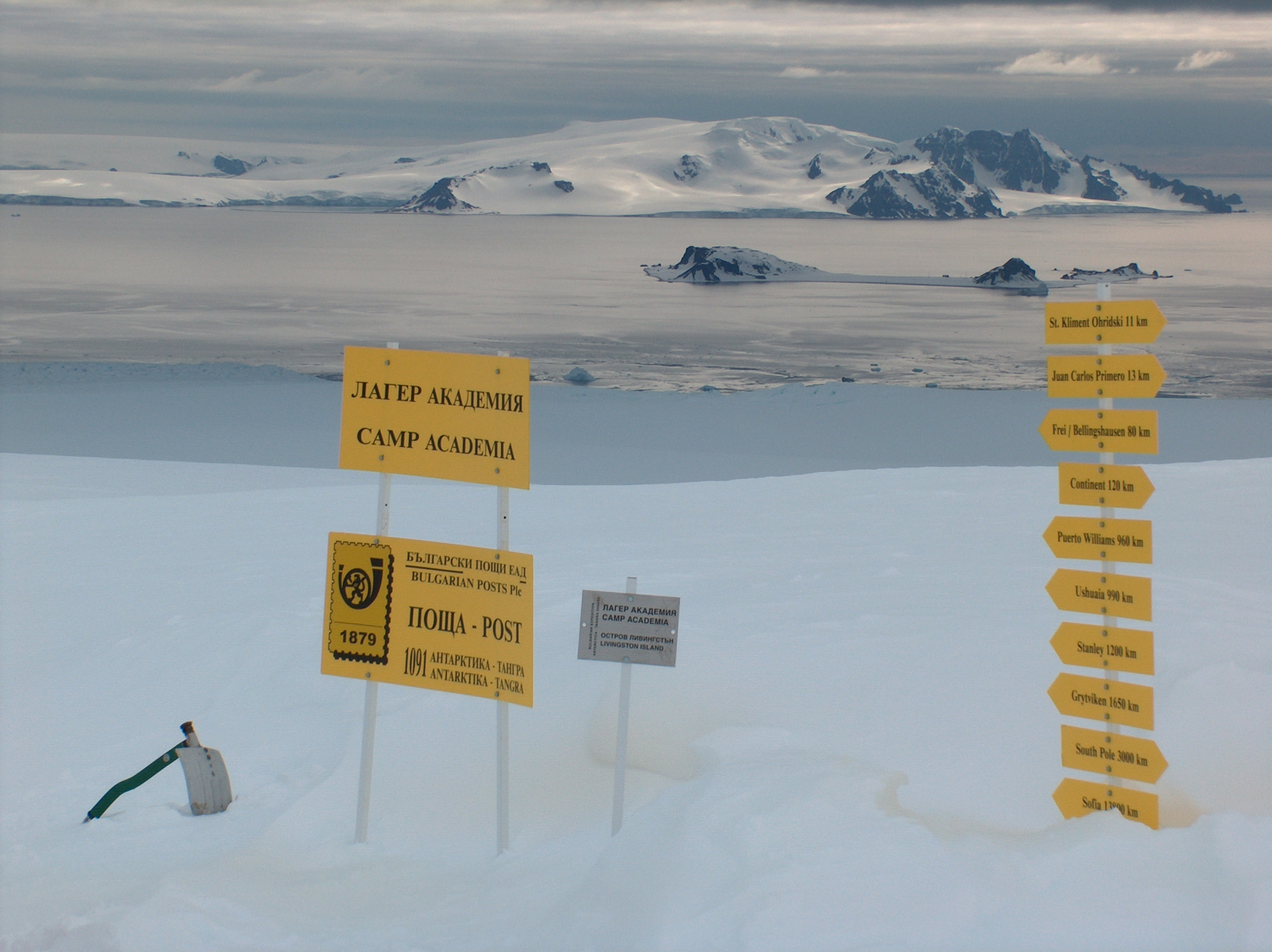
Сезонный почтамт Тангра (горы) 1091 в Антарктике — самое южное подразделение Болгарской почты, расположенное в Лагере Академия на острове Ливингстон (Смоленск)

Поля́рная по́чта (англ. polar mail) — авиационные, морские и прочие почтовые линии связи между континентом и почтовыми службами, действующими в зоне Арктики и Антарктики.
В более узком смысле под полярной почтой понимается филателистическое название почты экспедиций, находящихся в Арктике и Антарктиде, в том числе исследовательские дрейфующие станции, а также отправления, помеченные соответствующими почтовыми и дополнительными штемпелями.
Раздел коллекционирования, посвящённый полярной почте и полярной тематике в целом, называется поля́рной филатели́ей. При этом в филателистические коллекции включают также почтовые марки полярных сюжетов или с полярными надписями. Полярная филателия пользуется большой популярностью среди индивидуальных коллекционеров и специализированных объединений.

## Особенности

Полярная тематика — одна из самых популярных в филателии (обложка журнала «Филателия СССР» № 9 за 1973 год, посвящённого полярной почте и филателии)

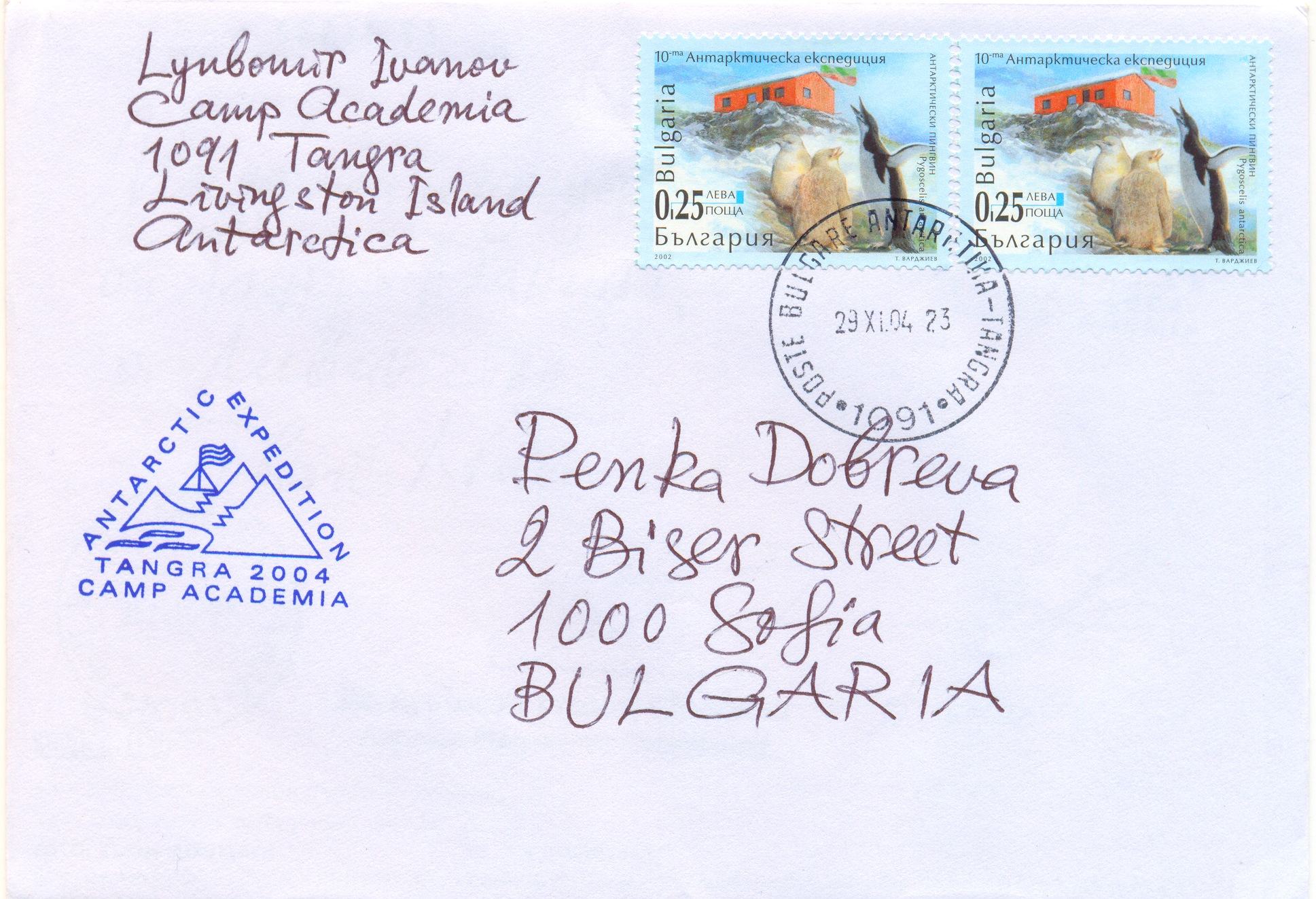
Письмо из Лагеря Академии в Софию от участника антарктической экспедиции «Тангра 2004/05»

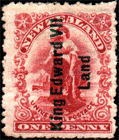
Надпечатка «Земля короля Эдуарда VII» на марке Новой Зеландии (1908)

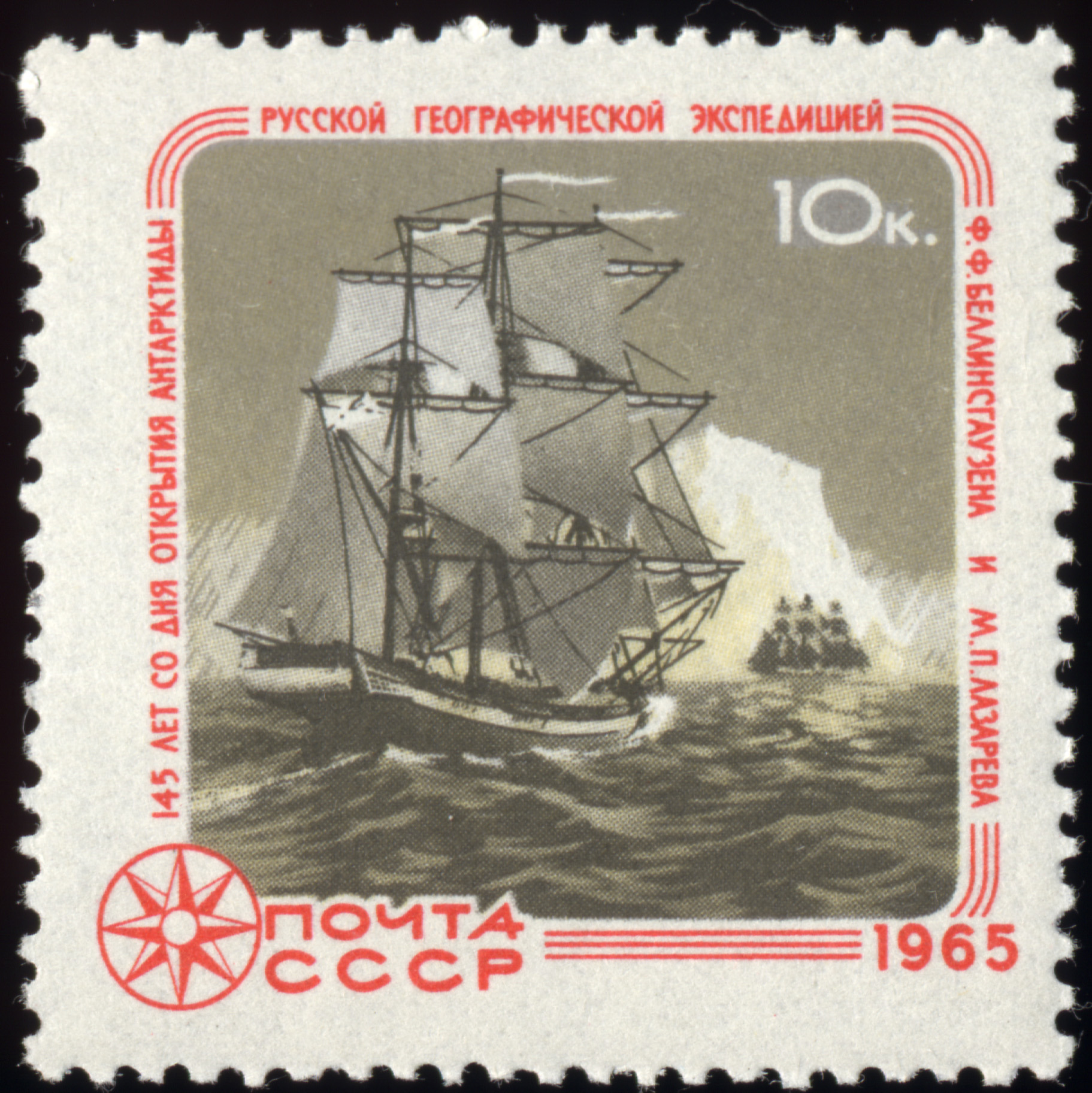
Марка СССР в честь 145-летия со дня открытия Антарктиды русской географической экспедицией Ф. Ф. Беллинсгаузена и М. П. Лазарева (1965)

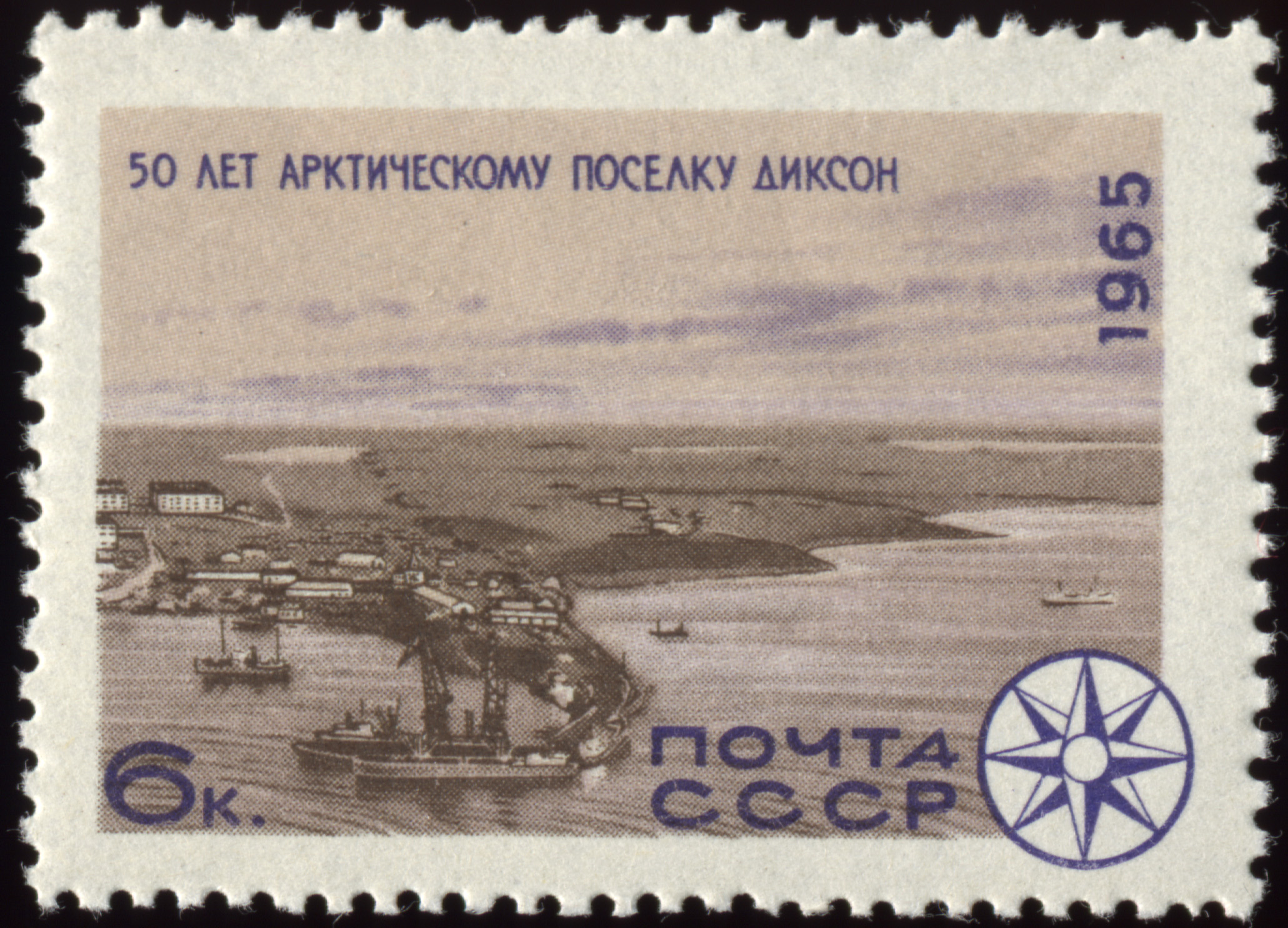
Марка СССР к 50-летию арктического посёлка Диксон (1965)

Разработка коллекций полярной почты и филателии имеет следующие особенности:
- В полярной почте ценится культурно-историческая значимость.
- Полярная почта обладает многими чертами авиапочты и корабельной почты.
- Может разрабатываться двумя методами: тематического коллекционирования и исследовательского, специализированного собирания.
- Соединяет воедино как современный материал, так и классику.
- Ограниченный характер отправки (ограниченный список почтовых отделений).
- Своеобразный метод комплектования коллекции и изучения материала в связи с тем, что филателистические материалы практически не заготавливаются в централизованном порядке.

## Пункты отправки полярной почты
Отправление и пересылка полярной почты могут осуществляться:
- через стационарные почтовые отделения (в Арктике — из населенных пунктов российского побережья Северного Ледовитого океана или сибирского Севера; из Гренландии, Шпицбергена, заполярной Скандинавии, Канады, Аляски; в Антарктике — с многолетних научных баз и из китобойных поселений на континенте или островах);
- через службы связи очередных полярных экспедиций (почта экспедиционных кораблей, дрейфующих станций, временных баз).

## Маршруты полярной почты
Передвижение полярной почты может происходить по следующим маршрутам:
- от полюса на Большую Землю, то есть из Арктики или Антарктики на континент (эта почта и поставляет основной материал полярной филателии, быстрее всего попадая в коллекции);
- от полюса к полюсу, то есть из Арктики в Антарктику или наоборот: с Южного полюса на Северный (это редкий филателистический материал);
- с циркуляцией в пределах географических границ Арктики или Антарктики (например, авиарейсы между дрейфующими станциями или санно-тракторные переходы между береговой и континентальной станциями).

В России центром полярных исследований является Арктический и антарктический научно-исследовательский институт (ААНИИ) в Санкт-Петербурге.

## Марки полярной почты и филателии
Почтовые марки, формирующие коллекции полярной почты и филателии, подразделяются на три группы:
- Марки стран, расположенных в Арктике или Антарктике, независимо от сюжета марок. Это, в частности, марки:
  - Гренландии;
  - Фолклендских островов;
  - зависимых территорий Фолклендских островов — Земли Грейама, Южной Георгии, Южных Оркнейских островов, Южных Шетландских островов;
  - Территории Росса[7], Земли Эдуарда VII;
  - Земли Виктории;
  - Южных и Антарктических территорий Франции;
  - Антарктической территории Австралии;
  - Антарктической территории Великобритании.

История марок полярной почты началась именно с выпусков этой группы в 1908 году, когда была сделана надпечатка «Земля короля Эдуарда VII» на новозеландской марке.
- Марки полярных сюжетов или с полярными надписями. Чаще всего они посвящены знаменитым исследователям Арктики и Антарктики, юбилеям полярных экспедиций или изображают полярную флору и фауну. Самая первая в мире марка с полярным мотивом (изображение моржа) выпущена в 1866 году во второй стандартной серии Ньюфаундленда, тогдашнего доминиона Великобритании. В Европе первая марка этой группы была выпущена в 1925 году в Норвегии в серии «Экспедиция Амундсена к Северному полюсу». В 1931 году выпущена марка СССР «Дирижабль над Северным полюсом», редкая разновидность которой получила название «Аспидка».
- Марки, которыми независимо от сюжета, можно франкировать письма, отправляемые из полярных районов. Непременным условием является их гашение штемпелем почтовой конторы в полярной зоне. Такие марки принадлежат двум группам стран: тем, которые имеют свои территории с почтовыми конторами в Арктике (Россия, Дания, Норвегия, Финляндия, Швеция, США и Канада), и тем, которые располагают полярными станциями в Антарктиде (Россия, США, Норвегия, Бельгия, Япония, Новая Зеландия, ЮАР, Аргентина, Чили). Здесь не названы Англия, Франция и Австралия, тоже имеющие свои станции в Антарктиде, но использующие для почтовых нужд специальные марки (первой группы).

## Полярные штемпели
Известно большое разнообразие почтовых, непочтовых и частных штемпелей, имеющих отношение к полярным экспедициям и станциям:
- Почтовые штемпели полярных станций и экспедиций (включая календарные штемпели пунктов полярных районов).
- Почтовые специальные штемпели полярных станций.
- Почтовые сопроводительные штемпели полярных станций.
- Непочтовые сопроводительные штемпели полярных станций и экспедиций.
- Приватные сопроводительные штемпели, применяемые в экспедициях.
- Почтовые специальные штемпели, не применяемые экспедициями.
- Приватные и клубные сопроводительные штемпели, не применяемые экспедициями.

В советское время для каждой северной полярной станции использовался свой, особый, штемпель гашения, который действовал с момента организации станции и до её закрытия. Например, по сообщению почётного полярника Л. В. Мусатова, почтовый штемпель станции СП-22 значительно отличался от всех предыдущих штемпелей: он был несколько больше по диаметру и имел по окружности надпись: «Дрейфующая научно-исследовательская станция „Северный полюс-22“», расположенную в два ряда. В центре штемпеля, как обычно, располагалась переводная дата, сверху — слово «СССР» и пятиконечная звезда с серпом и молотом. Штемпелем гасили корреспонденцию самой станции и письма филателистам по их просьбам.
Если на какой-либо станции было несколько смен полярных исследователей, почтовый штемпель был один, а письма разных смен можно было отличить, как правило, только по дате гашения.
Для каждой антарктической станции был также свой почтовый штемпель, в том числе на метеоцентре «Молодёжная», обсерватории «Мирный», станциях «Восток», «Беллинсгаузен», «Ленинградская» и «Новолазаревская». Иногда на письмах с этих станций использовался сувенирный штемпель, изготовленный самими полярниками.
Письма-запросы о специальных штемпелях арктических и антарктических полярных станций коллекционеры могли направлять в ААНИИ по адресу:

Ленинград, Фонтанка, 34, Арктический и Антарктический научно-исследовательский институт.

Такие письма филателистов доставлялись на станции «Северный полюс» обычно осенью самолётами полярной авиации, а на антарктические станции — в последние месяцы года судами очередной Советской Антарктической экспедиции.
Письма на ледоколы, работавшие в Северном Ледовитом океане, можно было отправлять авиапочтой по адресу:
Красноярский край, остров Диксон. Штаб морских операций. Капитану соответствующего ледокола.
или
Магаданская область, посёлок Певек. Штаб морских операций. Капитану соответствующего ледокола.

## Полярные конверты
Письма полярной почты часто пересылаются в особых конвертах. Так, например, со станции СП-22 письма отправлялись в фирменных конвертах, выполненных по заказу ААНИИ, которые обычно были двух—трёх цветов: белого, светло-зелёного и светло-синего. На конвертах присутствовало изображение треугольного вымпела с надписью: «СССР. Научная дрейфующая станция „Северный полюс“» на фоне полярного сияния. В центре вымпела была нарисована схема околополюсного района, на которой красной линией был обозначен дрейф станции. Цвет рисунка был красным или серым в зависимости от цвета конверта. Внизу были даны номер станции и слова «ААНИИ ГУГМС при СМ СССР». Известны также конверты другого дизайна[≡], которые позднее применялись на станции СП-22.
По просьбам филателистов Советского Союза и других стран с дрейфующих станций «Северный полюс» высылались десятки тысяч писем. Встречаются конверты, на которых одновременно присутствуют почтовые штемпели, проставленные в Антарктиде, на станциях «Северный полюс» и научно-исследовательских судах. Некоторые из них находились в пути несколько лет, прежде чем достигали адресата.

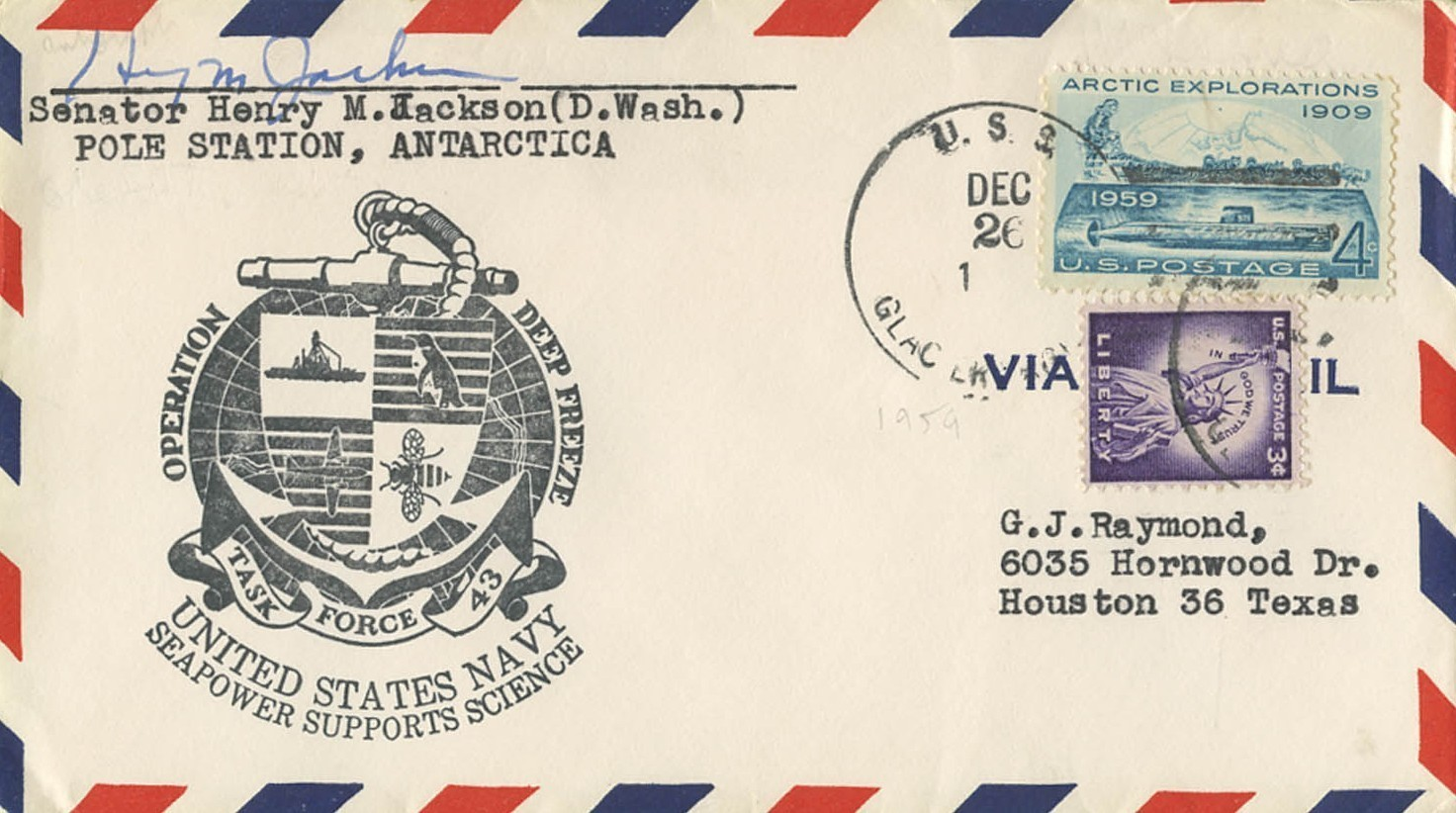
Пример полярного конверта США: антарктический конверт, подписанный сенатором Г. М. Джексоном и отправленный 26 декабря 1959 года с ледокола USS Glacier (AGB-4) во время Операция Deep Freeze

## История полярной почты в России
Полярная почта была организована в России для обслуживания экспедиции В. Беринга ещё в 1733 году.
Начало полярной почте дрейфующих научных станций положила организация почтового отделения на станции «СП-4». Первая корреспонденция была погашена календарным почтовым штемпелем станции в октябре 1955 года.
Первый советский почтовый штемпель в Антарктиде был поставлен 13 февраля 1956 года в посёлке Мирный. Со временем почтовые отделения появились на станциях «Пионерская», «Оазис», «Лазарева», «Восток» и др.
Почтовая связь с арктическими дрейфующими станциями осуществляется с помощью самолётов Управления полярной авиации, а с научными станциями в Антарктиде — в основном судами («Обь», «Кооперация», «Енисей», «Профессор Зубов»).

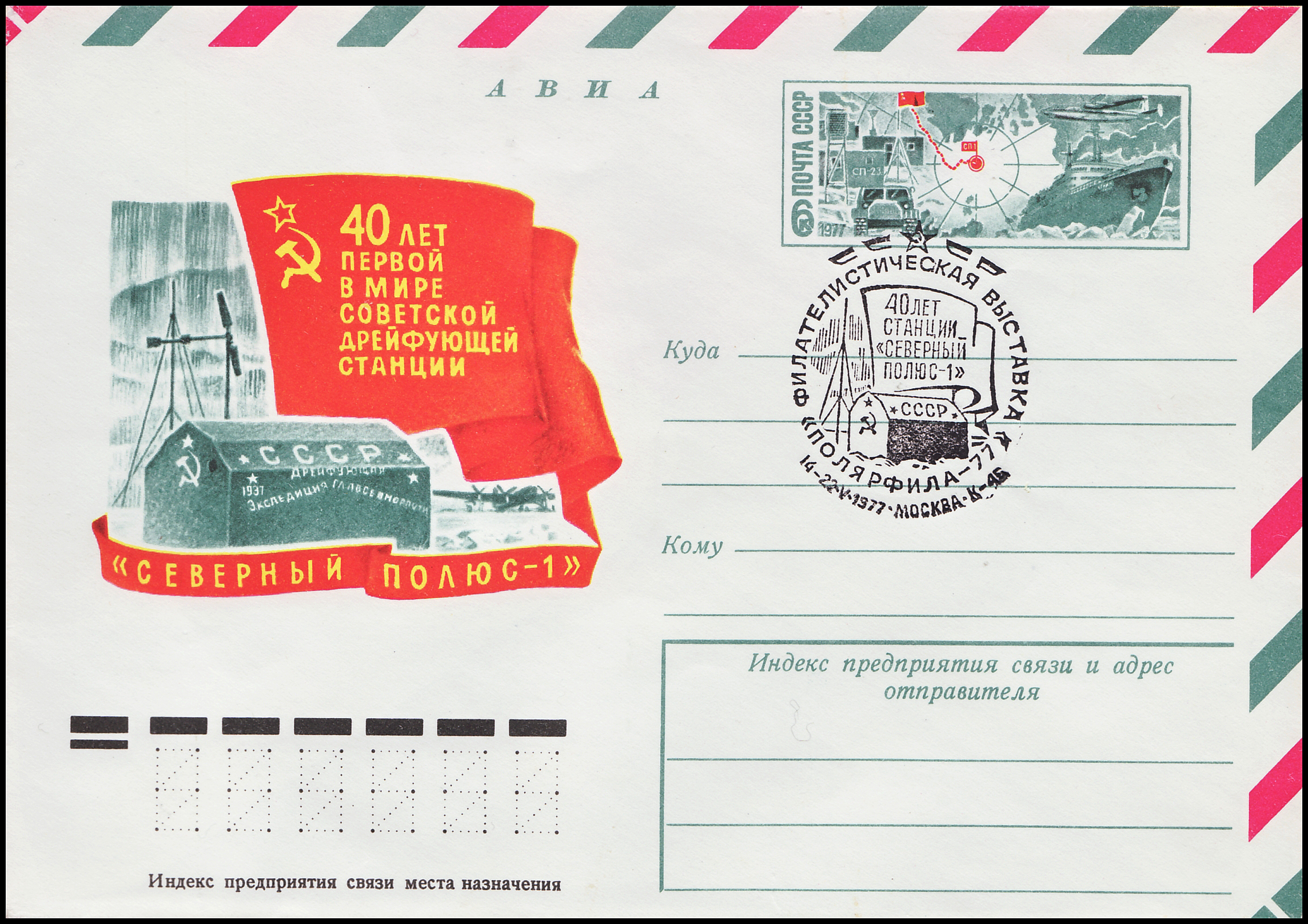
Конверт с оригинальной маркой «40-летие первой советской дрейфующей станции „Северный полюс-1“», СССР, 1977. Художник Ю. Косоруков. Спецгашение: «Филателистическая выставка „Полярфила-77“. 40 лет станции „Северный полюс-1“», Москва, почтовое отделение К-45, 14—22.05.1977

| Серия марок СССР «Антарктида — континент мира» (1963) | Серия марок СССР «Антарктида — континент мира» (1963) | Серия марок СССР «Антарктида — континент мира» (1963) | Серия марок СССР «Антарктида — континент мира» (1963) |
| ----------------------------------------------------- | ----------------------------------------------------- | ----------------------------------------------------- | ----------------------------------------------------- |
|                                                       |                                                       |                                                       |                                                       |